# 보보어
보보어(Bobo)는 부르키나파소와 말리의 보보인(Bobo)들이 사용하는 만데계 언어이다. 크게 북부와 남부의 방언으로 나뉜다. 보보디울라소 일대에서 쓰인다. 말리의 국가 공용어 중 하나이다. 종종 같은 이름으로 불리는 인근의 보무어(Bomu, Bobo Gbe)나 봐어(Bwa, Bobo Wule)와는 구별되어야 하며, 이들과 구분하기 위해 Bobo Fing이나 Bobo Madaré와 같은 특칭이 쓰이기도 한다.